# Puits-la-Vallée

Puits-la-Vallée este o comună în departamentul Oise, Franța. În 1 ianuarie 2022 avea o populație de 205 de locuitori.